# حامد گوهر
حامد عبدالفتاح گوهر (عربی: حامد عبد الفتاح جوهر؛ انگلیسی: Hamed Abdel Fattah Goher; ۱۵ نوامبر ۱۹۰۷ – ۱۷ ژوئن ۱۹۹۲) اقیانوس‌شناس، دانشمند، جانورشناس، استاد دانشگاه، زیست‌شناس دریایی و مجری تلویزیون مصری بود. او بیش از ۱۸ سال برنامه‌ای به نام دنیای دریا (Sea World) را اجرا کرد.
او ازدواج نکرد و زندگی خود را وقف دریا کرد. گوهر اولین تحقیق کامل در زمینه مطالعات اقیانوسی در مصر و کشورهای عربی را آغاز کرد. در سال ۱۹۳۱ او تحقیقاتش در مورد زینیا (Xenia) یا مرجان‌های نرم دریای سرخ را شروع کرد که در سال ۱۹۳۹ نهایی شد. در سال ۱۹۳۴ او مطالعه ای را در مجله بریتانیایی نیچر در مورد «همزیستی ماهی و شقایق» منتشر کرد.
تحقیقات هشت ساله گوهر در مورد مرجان‌های نرم در غردقه به عنوان بالاترین تحقیقات باز بدون نظارت شناخته شد باعث گردید او از دانشگاه کمبریج مدرک دکترای علوم کسب کند.
یک نسل کامل از اعراب گوهر را از برنامه تلویزیونی محبوبش، «دنیای دریا» می‌شناسند، که بیش از ۱۸ سال مجری آن بود. گوهر با برجسته کردن مناظر زیر آب و زندگی طبیعی دریا، دانش الهام‌بخشی را در مورد زیست‌شناسی دریایی به اعراب هدیه کرد و به خاطر صدای متمایز و عشق بی‌پایانش به یاد اقیانوس می‌پردازد.

## زندگی
گوهر در ۱۵ نوامبر سال ۱۹۰۷ میلادی در قاهره مصر به دنیا آمد. او از سنین پایین، دانش آموزی با استعداد بود و در سال ۱۹۲۵ در دانشگاه قاهره در رشته پزشکی تحصیل کرد. با این حال، تصمیم گرفت زیست‌شناسی را دنبال کند و مدرک کارشناسی ارشد خود را در رشته اقیانوس‌شناسی از دانشگاه کمبریج در سال ۱۹۳۱ دریافت کرد. گوهر سپس شروع به تحقیق در مورد زینیا یا مرجان نرم در امتداد ساحل دریای سرخ کرد.
گوهر کشف کرد که دوگانگ یا فیل دریایی، یک پستاندار دریایی که گمان می‌رفت در منطقه منقرض شده باشد، هنوز در دریای سرخ وجود دارد. او به مدت ۲۵ سال در ایستگاه بیولوژیکی دریایی غردقه به مطالعه زندگی زیر آب ادامه داد و گفته می‌شود که به دلیل عشق به موجودات دریایی هرگز ماهی نخورد.
گوهر کمک‌های زیادی به زیست‌شناسی دریایی مصر و عربی کرد. او با فرهنگستان زبان عربی برای ایجاد فرهنگ لغت علمی به زبان عربی همکاری کرد. او همچنین به عنوان مشاور دبیرکل سازمان ملل متحد خدمت کرد و به سازماندهی اولین کنفرانس بین‌المللی حقوق دریاها در ژنو کمک کرد.

## افتخارات و جوایز
- جایزه دولتی قدردانی در علم ۱۹۷۴.
- نشان شایستگی، درجه یک، ۱۹۷۵.
- گوگل دودل، ۲۰۲۲.[۱]